# Cardioglossa leucomystax
Cardioglossa leucomystax är en groddjursart som först beskrevs av George Albert Boulenger 1903.  Cardioglossa leucomystax ingår i släktet Cardioglossa och familjen Arthroleptidae. IUCN kategoriserar arten globalt som livskraftig. Inga underarter finns listade.